# Сверхскопление Гидры-Центавра

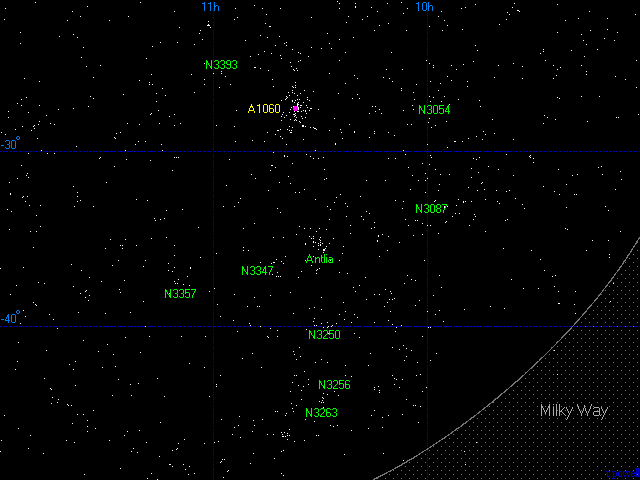
Область сверхскопления Гидры

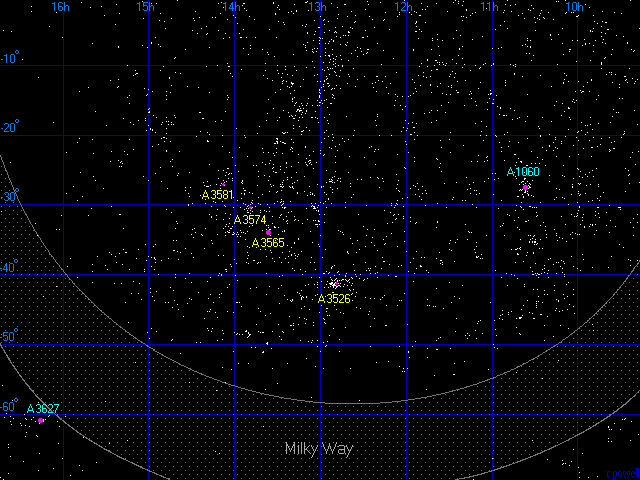
Область сверхскопления Центавра

Сверхскопление Гидры-Центавра (SCl 128) — сверхскопление галактик, входящее в Ланиакею, является ближайшим сверхскоплением к Сверхскоплению Девы.
Сверхскопление состоит из двух частей, иногда упоминаемых в качестве отдельных сверхскоплений:
- Сверхскопление Гидры
- Сверхскопление Центавра

## Состав
Сверхскопление включает в себя четыре крупных скопления галактик из области Центавра:
- Скопление Центавра
- Аbell 3565
- Аbell 3574
- Аbell 3581

и две из области Гидры:
- Скопление Гидры
- Скопление Наугольника

Помимо крупных скоплений, находящихся на расстоянии от 150 до 200 миллионов световых лет, к сверхскоплению относятся также несколько более мелких скоплений.
В непосредственной близости от этого сверхскоплении лежит Великий аттрактор, с центром в скоплении Наугольника. Это массивное скопление галактик оказывает большую гравитационную силу, в результате чего вся материя в пределах 50 Мпк движется в направлении скопления Наугольника со скоростью 600 км/с.